# Поток (Опатовський повіт)
Поток (пол. Potok) — село в Польщі, у гміні Ожарув Опатовського повіту Свентокшиського воєводства.
Населення — 62 особи (2011).
У 1975-1998 роках село належало до Тарнобжезького воєводства.

## Демографія
Демографічна структура на день 31 березня 2011 року:
|          | Загалом | Допрацездатний вік | Працездатний вік | Постпрацездатний вік |
| -------- | ------- | ------------------ | ---------------- | -------------------- |
| Чоловіки | 31      | 3                  | 25               | 3                    |
| Жінки    | 31      | 3                  | 21               | 7                    |
| Разом    | 62      | 6                  | 46               | 10                   |